# Cèze
Die Cèze ist ein Fluss in Frankreich, der in der Region Okzitanien verläuft. Sie entspringt in den Cevennen, beim Gipfel Truc du Samblonnet, im Gemeindegebiet von Saint-André-Capcèze, entwässert generell in südöstlicher Richtung und mündet nach rund 128 Kilometern an der Gemeindegrenze von Codolet und Laudun-l’Ardoise als rechter Nebenfluss in die Rhône. Auf ihrem Weg durchquert die Cèze die Départements Lozère und Gard. Auf einer kurzen Wegstrecke bildet sie die Grenze zum benachbarten Département Ardèche in der Region Auvergne-Rhône-Alpes.

## Orte am Fluss
(Reihenfolge in Fließrichtung)
- Bessèges
- Robiac-Rochessadoule
- Molières-sur-Cèze
- Meyrannes
- Saint-Ambroix
- Goudargues
- Saint-Gervais
- Bagnols-sur-Cèze
- Chusclan
- Codolet

## Sehenswürdigkeiten
- Bei La Roque-sur-Cèze durchfließt die Cèze ein freiliegendes Gebiet von Kalkgesteinen, wo sich die sehenswerten Kaskaden von Sautadet gebildet haben.
- Der Unterlauf der Cèze mit den Schluchten Gorges de la Cèze ist als Natura 2000-FFH-Gebiet mit dem Code FR9101399 registriert.[3]
- Die Cèze ist ein bei Kanufahrern beliebtes Wasserwandergebiet.